# سيد الزوين (سيدي الزوين)
سيد الزوين هي إحدى مشيخات المملكة المغربية، تتبع جغرافيا لعمالة مراكش وإداريًا لسيدي الزوين. يقدر عدد سكانها بـ 1564 نسمة حسب الإحصاء الرسمي للسكان والسكنى لسنة 2004.